# Vaunoise
Vaunoise – miejscowość i gmina we Francji, w regionie Normandia, w departamencie Orne.
Według danych na rok 1999 gminę zamieszkiwało 105 osób, a gęstość zaludnienia wynosiła 14 osób/km² (wśród 1815 gmin Dolnej Normandii Vaunoise plasuje się na 782. miejscu pod względem liczby ludności, natomiast pod względem powierzchni na miejscu 687.).